# Aloger
Die Aloger (von gr. a-logos, Un-Vernunft, die Unvernünftigen) waren eine frühchristliche Sekte, die gegen Ende des 2. Jahrhunderts in Kleinasien, wahrscheinlich auch in Rom, auftrat.
Die Anhänger der Aloger sahen in Jesus Christus einen natürlich erzeugten Menschen, der aber wegen seiner vollkommenen sittlichen Entwicklung Sohn Gottes genannt werden konnte. Nach Epiphanius (Panarion 51) sind sie die Vorläufer der ähnlich denkenden Monarchianer. Da sie die Schriften des Johannes, insbesondere dessen Lehre des Logos, verwarfen, nannte Epiphanius sie Aloger. Weil das Wort Logos im Griechischen unter anderem auch die „Vernunft“ bezeichnet, deuteten ihre Gegner die Bezeichnung auch als „die Unvernünftigen“.